# Mario Del Monaco
Mario Del Monaco, född 27 juli 1915 i Florens, död 16 oktober 1982 i Venedig, var en italiensk operasångare, och räknas till de största tenorerna på 1960-talet. Han anses av många vara den främsta Otello-tolkaren genom tiderna. 1975 drog han sig tillbaka.